# Robert Thomas Sauer
Robert Thomas „Bob“ Sauer (* 13. Juli 1948 in Cornwall, New York) ist ein US-amerikanischer Biochemiker am Massachusetts Institute of Technology (MIT).
Sauer erwarb 1972 am Amherst College einen Bachelor in Biophysik und 1979 an der Harvard University einen Ph.D. in Biochemie und Molekularbiologie. Als Student arbeitete er zusätzlich als Forschungstechniker am Massachusetts General Hospital. Bereits 1978 erhielt Sauer am Massachusetts Institute of Technology eine erste Professur (Assistant Professor), 1982 wurde er Associate Professor, 1987 erhielt er eine ordentliche Professur. Von 1999 war er Leiter der gesamten Biologie am MIT. Hier ist er heute (Stand 2018) Salvador E. Luria Professor of Biology.
Sauer befasst sich mit Fragen der Proteinfaltung und Proteinstruktur, mit Proteinstablität und Empfänglichkeit für Proteinabbau.
1993 wurde Sauer Mitglied der American Academy of Arts and Sciences, 1996 der National Academy of Sciences und der American Academy of Microbiology. Die Protein Society, deren Präsident er von 1997 bis 1999 war, zeichnete ihn 2007 mit dem Hans Neurath Award und 2013 mit dem Stein and Moore Award aus.